# Дорнеси
Дорнеси (фр. Dornecy) насеље је и општина у источном делу централне Француске у региону Бургоња, у департману Нијевр која припада префектури Кламси.
По подацима из 2011. године у општини је живело 532 становника, а густина насељености је износила 30,66 становника/km². Општина се простире на површини од 17,35 km². Налази се на средњој надморској висини од 164 метара (максималној 273 m, а минималној 147 m).

## Демографија
| 1962. | 1968. | 1975. | 1982. | 1990. | 1999. | 2011. |
| ----- | ----- | ----- | ----- | ----- | ----- | ----- |
| 604   | 610   | 616   | 608   | 554   | 561   | 532   |

График промене броја становника у току последњих година